# Bringing Up Father
Bringing Up Father (traducció literal en català: educant al pare) fou una tira còmica creada pel dibuixant estatunidenc George McManus pel King Features Syndicate. La distribució de la sèrie va durar 87 anys, des del 12 de gener de 1913 fins al 28 de maig de 2000.
La tira és també coneguda com a Jiggs i Maggie (o Maggie i Jiggs), tal com s'anomenen les dues principals protagonistes. Segons McManus, aquest dos personatges foren creats a principis de novembre de 2011, apareixen primer a altres tires còmiques.
Després de la mort de McManus el 1954, la tira va passar a ser dibuixada per altres artistes. En primer lloc el King Features Syndicate va escollir a Vernon Greene com a substitut de McManus, però després de la seva mort el 1965, fou Hal Campagna qui s'encarregà de continuar la sèrie. A partir de 1980 fou Frank Johnson qui va prendre el relleu a Campagna. La tira fou cancel·lada el 2000, després de 87 anys publicant-se ininterrompudament a la premsa nord-americana.

## Argument i personatges
La tira humorística se centra en les peripècies del personatge Jiggs, un immigrant de procedència irlandesa que havia fet d'obrer de la construcció abans que li toqués la loteria i esdevingués així millionari. Malgrat ser ara un nou ric, a Jiggs li agrada mantenir els seus antics hàbits i seguir un estil de vida propi de la classe treballadora. Aquesta actitud desespera a Maggie, la seva esposa, que és una carrerista que està encantada amb la seva nova posició social.
Un altre personatge de la tira és Nora, la filla de Jiggs i Maggie, i Ethelbert (anomenat també Sonny), el seu gandul germà.
L'objectiu de Maggie al llarg de la sèrie és fer aprendre al seu marit els modals propis de la classe alta, fita amb la qual fracassa repetidament perquè Jiggs no mostra cap motivació per assimilar els nous valors i prefereix romandre amb el senzill estil de vida propi de l'irlandès immigrant de classe baixa.

## Origen i influències
Entre les diverses fonts d'inspiració de la tira còmica, MacManus va citar a l'artista Aubrey Beardsley com a influència. El gran sentit de la composició de McManus i els seus dissenys modernistes i d'art déco, esdevingueren la insígnia de la tira còmica.
Per a la creació del còmic, McManus es va inspirar en The Rising Generation, una comèdia musical de William Gill que havia vist de nen a la Grand Opera House de San Luis (Missouri) a finals del segle xix.
Un dels amics de MacManus, James Moore, tenia la convicció d'haver sigut l'inspirador del personatge Dinty Moore, el propietari de la taverna preferida de Jiggs, per la qual cosa va canviar el nom del seu local per Dinty i va fundar una cadena de restaurants. No obstant, l'activiat empresarial de James Moore no està vinculada amb l'exitosa línea de productes de llauna també anomenats Dinty Moore i comercialitzats per la companyia de productes d'alimentació Hormel.